# Friedrich Wilhelm von Bismarck

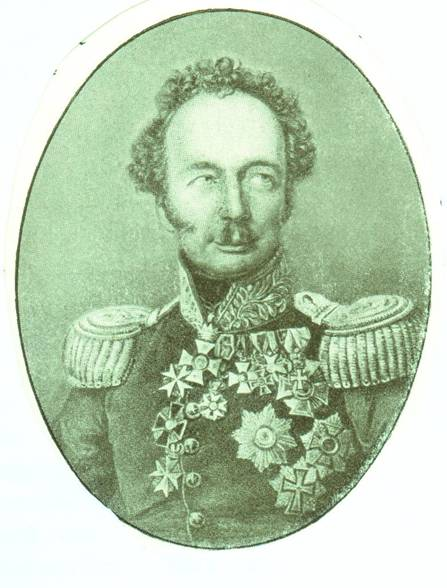
Friedrich Wilhelm von Bismarck

Friedrich Wilhelm Graf von Bismarck (* 28. Juli 1783 in Windheim in Westfalen; † 18. Juni 1860 in Konstanz) war ein württembergischer Generalleutnant, Diplomat und Militärschriftsteller.

## Leben

### Herkunft
Friedrich Wilhelm entstammte dem rheinischen Zweig der Schönhausener Linie des Geschlechts Bismarck. Seine Eltern waren der hannoverischer Offizier Heinrich Christian von Bismarck (1737–1804) und dessen Ehefrau Klara, geborene Spannuth (1746–1787).

### Militärkarriere
Bismarck kam bereits 1796 als Kornett in hannoversche und 1803 in nassauische Dienste. 1804 trat er in die King’s German Legion ein, die er jedoch 1807 infolge eines Duells wieder verließ. Anschließend trat er in die württembergische Kavallerie ein und heiratete am 7. September 1807 in einer heimlichen Vermählung in Frankfurt die Tochter des Herzogs von Nassau-Usingen, Augusta Amalia (1778–1846), geschiedene Landgräfin von Hessen-Homburg. Da die Verbindung von Seiten des Hauses Nassau als unstandesgemäß angesehen wurde, konnte das Paar vorerst nicht zusammen leben.
Im Krieg von 1809 – die Württemberger kämpften auf Seiten Frankreichs – zeichnete Bismarck sich unter Masséna aus, insbesondere im Gefecht am 1. Mai bei Riedau. Napoleon überreichte ihm persönlich das Kreuz der Ehrenlegion. 1812 nahm er an allen Einsätzen des Korps unter Marschall Ney teil. In der Schlacht bei Bautzen war er Kommandant des 1. Chevauleger-Regiments, ebenso im Gefecht bei Seifersdorf am 26. Mai 1813 und in der Schlacht bei Jüterbog am 6. September 1813.
Bismarck wurde schließlich in der Völkerschlacht bei Leipzig gefangen genommen. Nach dem Beitritt Württembergs zu den Verbündeten gegen Napoleon wurde er Chef des Generalstabs und 1815 Generalquartiermeister der Reiterei in den damaligen Kronprovinzen. 1816 erhob man ihn in den Grafenstand, machte ihn zum Oberst und zum Flügeladjutanten. Nach dem Regierungsantritt Wilhelms I. wurde er mit der Neuorganisation der berittenen Streitkräfte betraut. 1819 wurde Bismarck zum Generalmajor befördert und im Jahr darauf zum Mitglied der Kammer der Standesherren und zum außerordentlichen Gesandten am Hof in Karlsruhe ernannt. 1825 kam er in dieser Eigenschaft an die Höfe von Berlin, Dresden und Hannover.
Seit 1820 war Bismarck ernanntes lebenslanges Mitglied der Kammer der Standesherren des württembergischen Landtags. Von 1830 an lebte er in Karlsruhe in einem gemeinsamen Haushalt mit seiner Ehefrau. 1846 verstarb Augusta Amalia. Nachdem Bismarck 1830 zum Generalleutnant befördert worden war, trat er schließlich 1848 in den Ruhestand und erschien auch nicht mehr im Landtag. Sein Landtagsmandat legte er 1853 aus gesundheitlichen Gründen und wegen seines Umzugs nach Konstanz nieder. Er verfasste zahlreiche Schriften militärpolitischen und -geschichtlichen Inhalts. Hierin zeigte sich unter anderem seine glühende Verehrung von Napoleon, dem Kaiser der Franzosen.
In zweiter Ehe (Heirat: 5. April 1848) war Bismarck mit der vormaligen Kammerzofe seiner ersten Frau, Amalie Julie Thibaut (1824–1918), verheiratet. Aus dieser Ehe gingen zwei Kinder hervor, August Wilhelm Julius Graf von Bismarck (1849–1920) und Clara Gräfin von Bismarck (1851–1946), die den späteren General der Schweizer Armee, Ulrich Wille (1848–1925) heiratete (die Linie Wille lebt weiterhin in der Schweiz). Der junge Graf August wurde später Husarenoffizier, Herrenreiter sowie Pferdezüchter und bewirtschaftete „Gut Lilienhof“ im Breisgau. Er war der letzte Nachkomme im Mannesstamm dieser Linie der Bismarcks.
Der Gutensteiner Schriftsteller Joseph Stöckle (1844–1893), der während seiner Schülerzeit in Konstanz, von 1859 bis 1860, als Mitschüler des jungen Grafen Bismarck auf dem Großherzoglichen Lyceum, regelmäßig im Haus Bismarcks verkehrte und diesem bis zu seinem Tod verbunden blieb, schrieb bis an sein Lebensende an einer Biografie des alten Grafen Bismarck. Aufzeichnungen bzw. Manuskripte darüber sind bis heute verschollen.

## Auszeichnungen
- Hausorden der Treue
- Großkreuz des Ordens vom Zähringer Löwen
- Großkreuz des Friedrichs-Ordens, 1830
- Kommentur des Württembergischen Militärverdienstordens
- Preußischer Roter Adlerorden
- Ritter des Preußischen Johanniter-Ordens
- Ritter des Hubertusordens
- Königlich Dänischer Dannebrog-Orden
- Russischer Orden des Heiligen Georg
- Russischer Orden der Heiligen Anna
- Österreichisch-kaiserlicher Leopold-Orden
- Kurfürstlich Hessischer Militärverdienstorden

## Schriften

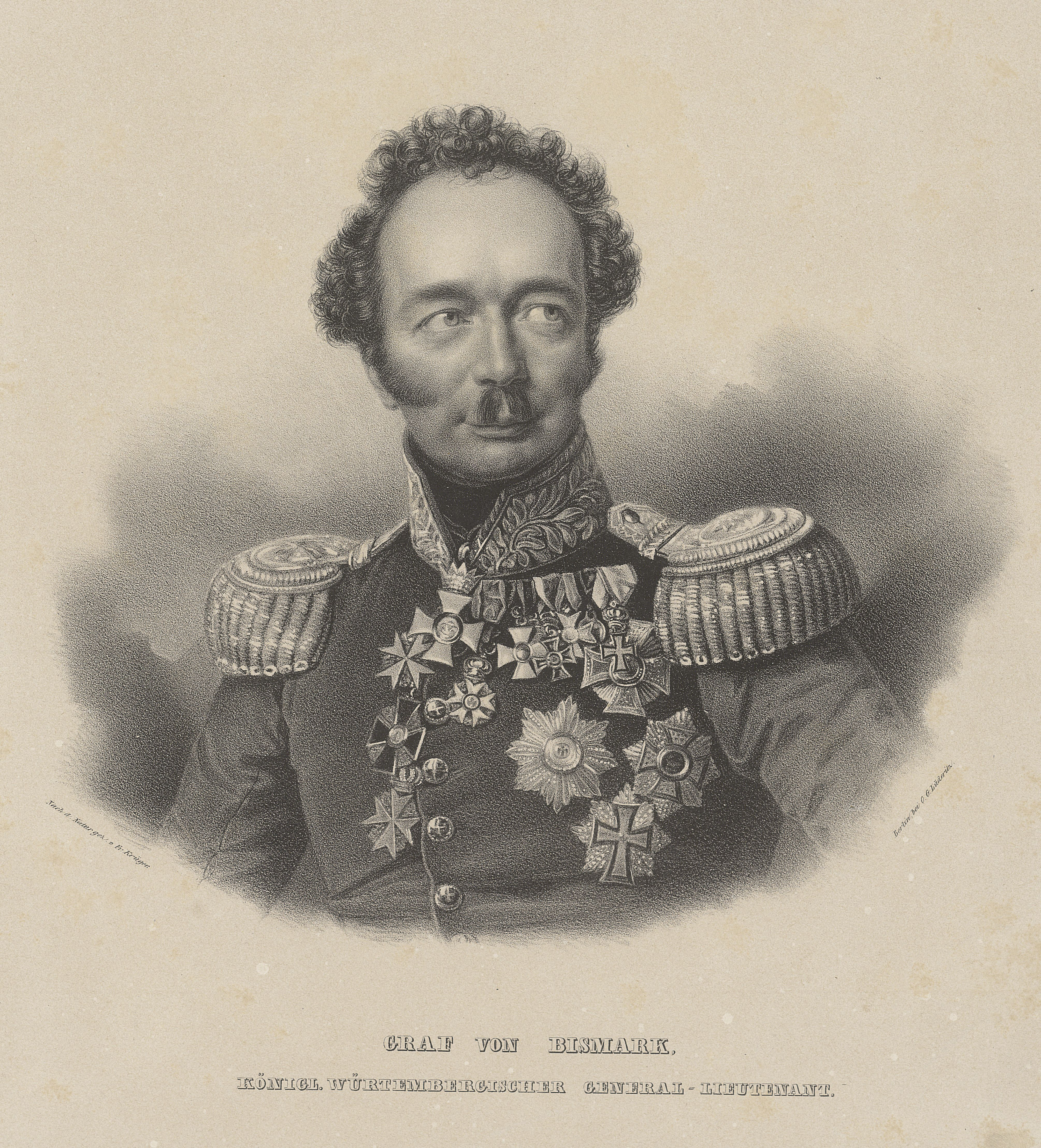

- Felddienst der Reyterei. Karlsruhe 1820.
- Der Feldherr nach Vorbildern der Alten. 1820, Digitalisat
- Felddienst-Instruktion für die Kavallerie. 1821, Digitalisat
- Felddienst-Instruction für Schützen und Reuter., 1821, Digitalisat
- System der Reuterei. Berlin & Posen 1822, Digitalisat
- Schützensystem der Reuterei. Stuttgart 1824, Digitalisat
- Vorlesungen über die Taktik der Reuterei. Elemente der Bewegungskunst eines Reuter-Regiments. Karlsruhe 1819, 2. Aufl. ebd. 1826.
- Schützen-System der Reiterei. 1824, Digitalisat
- Reuterbibliothek. 6 Bände, Karlsruhe 1825–1831. Band 1, Band 3, Band 4, Band 5
- Ideentaktik der Reuterei. Karlsruhe 1829, Digitalisat
- Die königlich preussische Reuterei unter Friedrich dem Grossen. Karlsruhe 1837, Digitalisat
- Aufzeichnungen des Generallieutenants Friedrich Wilhelm Grafen von Bismark. Karlsruhe 1847, Digitalisat